# Giáo hoàng đối lập Clêmentê VII

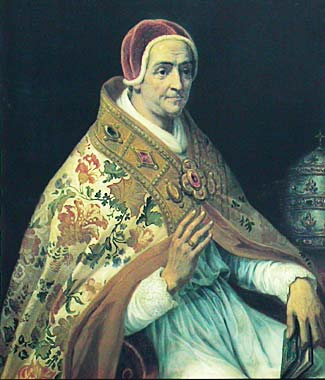
Giáo hoàng đối lập Clement VII

Robert Geneva (1342-16 tháng 9 năm 1394) được bầu làm giáo hoàng đối lập với tước hiệu là Clement VII bởi các vị hồng y người Pháp phản đối giáo hoàng Urban VI và là vị Giáo hoàng đối lập đầu tiên ở Avignon trong thời kỳ xảy ra cuộc ly khai phương Tây.
Ông là con trai của Amadeus III, Bá tước của Geneva được sinh ra tại Geneva, vùng đất bây giờ là Thụy Sĩ vào năm 1342. Năm 1359 ông được bổ nhiệm làm thư ký của Giáo hoàng. Năm 1361 trở thành Giám mục Thérouanne và Tổng Giám mục Cambrai vào năm 1368. Ngày 30 tháng 5 năm 1371, ông được tấn phong Hồng y.
Năm 1377, trong khi giữ chức đặc sứ của Giáo hoàng ở Italy (1376-1378), để dẹp một cuộc nổi loạn xảy ra trong vùng đất của Giáo hoàng, thường được biết đến dưới tên gọi là Cuộc chiến tranh Tám Thánh (War of the Eight Saints), Robert Geneva đích thân chỉ huy quân đội lính đánh thuê của Giáo hoàng cùng với John Hawkwood (một lính đánh thuê người Anh) nhằm làm suy yếu thị trấn Cesena trong lãnh thổ của Forli. Ông bị cáo buộc có trách nhiệm trong việc gây ra vụ thảm sát 4.000 dân thường với những hình thức tàn bạo ngay cả theo các quy tắc của chiến tranh. Ông bị đặt biệt danh là "kẻ hung bạo" hay "đồ tể của Cesena".
Năm 1377, giáo hoàng Gregory XI từ Avignon trở về Rôma chấm dứt 70 năm các Giáo hoàng không có ở Rôma. Sau khi Gregory qua đời, 23 hồng y được triệu tập ở Rôma, nhưng bảy hồng y vắng mặt (6 ở lại Avignon, 1 ở Tuscia). Cuộc bầu cử diễn ra trong căng thẳng giữa tiếng la ó của dân chúng đòi có tân Giáo hoàng người Roma hoặc người Ý. Cuối cùng các hồng y đã bầu Giám mục Bari là Bartolomeo Prignano đắc cử, lấy hiệu là Urbano VI nhưng chỉ có 15 hồng y bỏ phiếu.

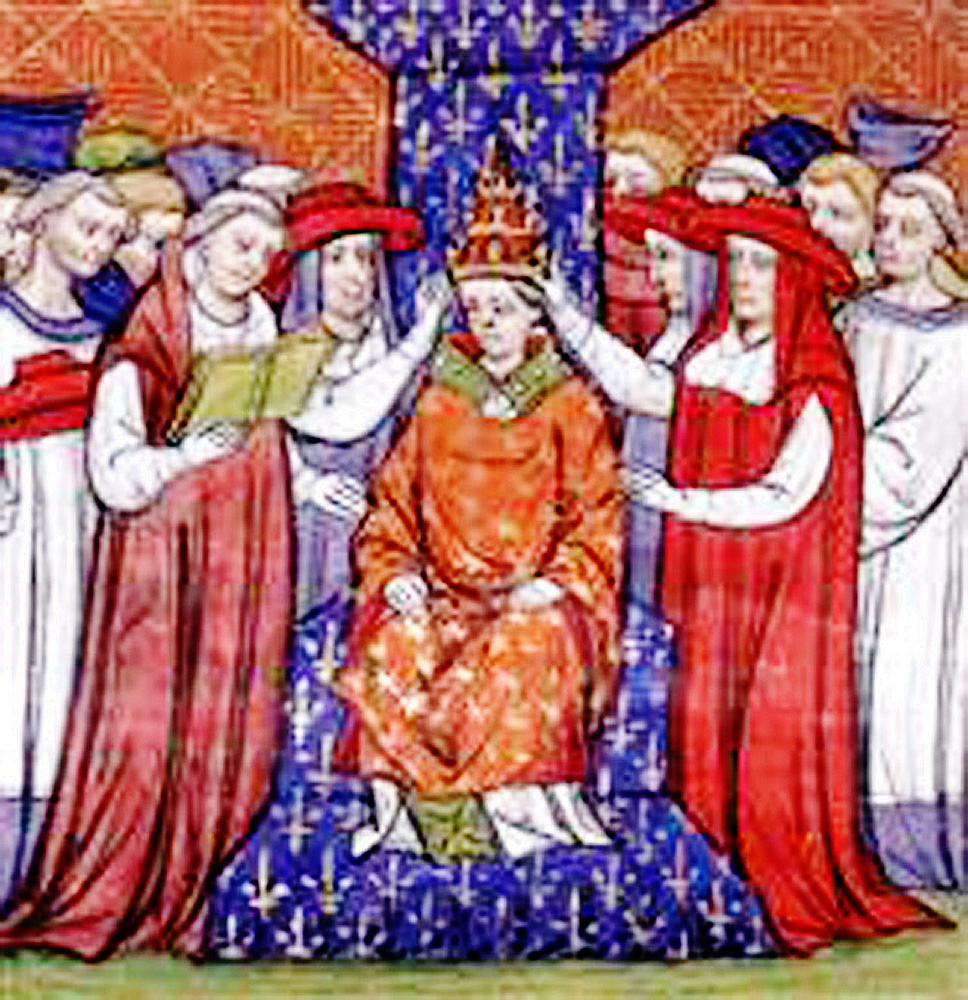
Lễ đăng quang Giáo hoàng Clement VII tại Avignon.

Các hồng y muốn Giáo hoàng trở lại Arvigon, nhưng ông bác bỏ và trước sự kinh ngạc của họ, Urbano đã trừng trị các hồng y. Đồng thời ông còn dự định đặt nhiều Hồng y ngưới Ý để hồng y Pháp không còn chiếm đa số. Cuối cùng tháng 5 năm 1378, 13 Hồng y Pháp bỏ Rôma xuống Avignon tuyên bố cuộc bầu cử trước thiếu tự do, phủ nhận giá trị việc tuyển chọn Urbano. Ngày 20.9.1378 các hồng y đã bầu Robert Gebennis lên ngôi Giáo hoàng lấy hiệu là Clemente VII. Bắt đầu cuộc ly giáo Tây Phương kéo dài đến năm 1415. Pháp, Scotland, Castile, Aragon, Navarre, Bồ Đào Nha, Savoy, và một số bang nhỏ ở Đức thừa nhận Clemente.
Không thể bảo vệ giáo triều của mình ở Ý, ông đã ở lại Avignon trong vùng Comtat Venaissin miền nam nước Pháp, nơi ông buộc phải lệ thuộc vào chính quyền Pháp. Ông đã gia tăng một số lượng lớn các hồng y nhưng phần lớn là "món quà" của chính quyền Giáo hoàng với Louis II của Anjou. Để đáp ứng nhu cầu tài chính cho giáo triều của mình ông cũng để ngỏ cho các vấn đề bán các chức vụ trong nhà thờ và tống tiền. Ông chưa bao giờ bày tỏ mong muốn thành thực chấm dứt sự ly khai. Ông qua đời tại Avignon vào ngày 16 Tháng 9 năm 1394.
Cuối cùng ông được xác định là một Giáo hoàng đối lập chứ không phải là Giáo hoàng. Không chắc chắn về tính hợp pháp của các Giáo hoàng trong thời kỳ ly giáo phương Tây. Chính đều này đã dẫn đến lý thuyết được gọi là Pháp lý Conciliarism, tuyên bố rằng một công đồng chung của Giáo hội có thẩm quyền cao hơn Giáo hoàng và do đó có thể phân xử cuộc tranh chấp giữa các đối thủ.